# Distretto di Huayllabamba (Ancash)
Il distretto di Huayllabamba è un distretto del Perù nella provincia di Sihuas (regione di Ancash) con 4.227 abitanti al censimento 2007 dei quali 1.161 urbani e 3.066 rurali.
È stato istituito il 26 gennaio 1956.